# Leichtathletik-U23-Europameisterschaften 2001
Die 3. Leichtathletik-U23-Europameisterschaften wurden vom 12. bis 15. Juli 2001 im Olympiastadion in der niederländischen Hauptstadt Amsterdam ausgerichtet.

## Teilnehmer
Es nahmen 750 Athleten (410 männliche, 340 weibliche) aus 41 Ländern teil.
Der Deutsche Leichtathletik-Verband (DLV) hatte ein 71-köpfiges Aufgebot (40 Männer und 31 Frauen) nominiert.

## Ergebnisse

### Frauen

#### 100 m
| Platz | Athletin           | Land | Zeit (s)      |
| ----- | ------------------ | ---- | ------------- |
| 1     | Sina Schielke      | GER  | 11,52         |
| 2     | Abi Oyepitan       | GBR  | 11,58         |
| 3     | Johanna Manninen   | FIN  | 11,61         |
| 4     | Julija Tabakowa    | RUS  | 11,65         |
| 5     | Heidi Hannula      | FIN  | 11,71         |
| 6     | Julija Barzewitsch | BLR  | 11,80         |
| 7     | Georgia Kokloni    | GRE  | 11,89         |
| 8     | Emily Maher        | IRL  | 11,93         |
| …     |                    |      |               |
| …     | Sandra Möller      | GER  | 11,88 Qualif. |

Finale: 13. Juli
Wind: −1,2 m/s

#### 200 m
| Platz | Athletin         | Land | Zeit (s) |
| ----- | ---------------- | ---- | -------- |
| 1     | Johanna Manninen | FIN  | 23,30 SB |
| 2     | Sina Schielke    | GER  | 23,45    |
| 3     | Ciara Sheehy     | IRL  | 23,54 SB |
| 4     | Julija Tabakowa  | RUS  | 23,58    |
| 5     | Olga Kaidantzi   | GRE  | 23,79    |
| 6     | Emily Maher      | IRL  | 23,80    |
| 7     | Helen Roscoe     | GBR  | 23,96 SB |
| 8     | Emily Freeman    | GBR  | 24,03    |

Finale: 14. Juli
Wind: −0,3 m/s

#### 400 m
| Platz | Athletin             | Land | Zeit (s)      |
| ----- | -------------------- | ---- | ------------- |
| 1     | Antonina Jefremowa   | UKR  | 52,29 SB      |
| 2     | Helen Thieme         | GBR  | 52,75 PB      |
| 3     | Aneta Lemiesz        | POL  | 53,25         |
| 4     | Nataliya Zhuravlyova | UKR  | 53,26 PB      |
| 5     | Karen Gear           | GBR  | 53,91         |
| 6     | Jenny Meadows        | GBR  | 54,05         |
| 7     | Daniela Reina        | ITA  | 54,31         |
| 8     | Natalya Lavshuk      | RUS  | aufgegeben    |
| …     |                      |      |               |
| …     | Martina Naef         | SUI  | 55,17 Qualif. |

Finale: 13. Juli

#### 800 m
| Platz | Athletin          | Land | Zeit (min)      |
| ----- | ----------------- | ---- | --------------- |
| 1     | Anna Zagórska     | POL  | 2:07,27         |
| 2     | Irina Somesan     | ROM  | 2:07,27         |
| 3     | Tatyana Rodionova | RUS  | 2:07,60         |
| 4     | Olga Mikayeva     | RUS  | 2:07,70         |
| 5     | Julija Hurtovenko | UKR  | 2:08,40         |
| 6     | Natalya Vasko     | BLR  | 2:08,53         |
| 7     | Suvi Myllymäki    | FIN  | 2:09,15         |
| 8     | Aurélie Coulaud   | FRA  | 2:09,57         |
| …     |                   |      |                 |
| …     | Monika Gradzki    | GER  | 2:05,71 Qualif. |

Finale: 15. Juli

#### 1500 m
| Platz | Athletin           | Land | Zeit (min) |
| ----- | ------------------ | ---- | ---------- |
| 1     | Alessja Turawa     | BLR  | 4:09,71    |
| 2     | Natalia Rodríguez  | SPA  | 4:11,20    |
| 3     | Kelly Caffel       | GBR  | 4:12,30 SB |
| 4     | Iris Fuentes-Pila  | SPA  | 4:13,10 PB |
| 5     | Rasa Drazdauskaitė | LTU  | 4:13,33    |
| 6     | Hanna Karlsson     | SWE  | 4:15,25 PB |
| 7     | Johanna Risku      | FIN  | 4:15,64 PB |
| 8     | Noah Beitler       | ISR  | 4:15,71 PB |

Finale: 14. Juli

#### 5000 m
| Platz | Athletin             | Land | Zeit (min)  |
| ----- | -------------------- | ---- | ----------- |
| 1     | Katalin Szentgyörgyi | HUN  | 15:40,55    |
| 2     | Anastasiya Zubova    | RUS  | 15:40,78    |
| 3     | Tatjana Khmelyova    | RUS  | 15:51,88    |
| 4     | Inês Monteiro        | POR  | 15:57,03    |
| 5     | Sonja Stolić         | SCG  | 15:58,47    |
| 6     | Lyudmila Volchek     | BLR  | 16:01,30 SB |
| 7     | Juliet Potter        | GBR  | 16:02,99    |
| 8     | Silvia Weissteiner   | ITA  | 16:05,42    |
| 9     | Melanie Schulz       | GER  | 16:05,52    |
| 10    | Sabrina Mockenhaupt  | GER  | 16:05,61    |

14. Juli

#### 10.000 m
| Platz | Athletin            | Land | Zeit (min)  |
| ----- | ------------------- | ---- | ----------- |
| 1     | Olga Romanova       | RUS  | 33:36,03    |
| 2     | Sonja Stolić        | SCG  | 33:37,02 PB |
| 3     | Sabrina Mockenhaupt | GER  | 33:38,38    |
| 4     | Rosaria Console     | ITA  | 33:55,72    |
| 5     | Živilė Balčiūnaitė  | LTU  | 34:04,34 SB |
| 6     | Adriana Pirtea      | ROM  | 34:19,23 PB |
| 7     | Vanessa Veiga       | SPA  | 34:21,17    |
| 8     | Monika Drybulska    | POL  | 34:22,23    |

13. Juli

#### 20 km Gehen
| Platz | Athletin            | Land | Zeit (h) |
| ----- | ------------------- | ---- | -------- |
| 1     | Elisa Rigaudo       | ITA  | 1:29:54  |
| 2     | Ryta Turawa         | BLR  | 1:30:15  |
| 3     | Larissa Sofronova   | RUS  | 1:32:06  |
| 4     | Tatyana Sibileva    | RUS  | 1:32:23  |
| 5     | Sylwia Korzeniowska | POL  | 1:32:47  |
| 6     | Athina Papayianni   | GRE  | 1:33:37  |
| 7     | Anne Simonsen       | NOR  | 1:34:26  |
| 8     | Jolanta Dukure      | LAT  | 1:34:26  |
| …     |                     |      |          |
| 17    | Marie Polli         | SUI  | 1:41:29  |

15. Juli

#### 100 m Hürden
| Platz | Athletin          | Land | Zeit (s)      |
| ----- | ----------------- | ---- | ------------- |
| 1     | Susanna Kallur    | SWE  | 12,96         |
| 2     | Jenny Kallur      | SWE  | 13,19         |
| 3     | Tessy Prediger    | GER  | 13,31         |
| 4     | Judith Vis        | NED  | 13,45         |
| 5     | Julie Pratt       | GBR  | 13,46 SB      |
| 6     | Marija Korotejewa | RUS  | 13,48         |
| 7     | Derval O’Rourke   | IRL  | 13,57 NUR     |
| 8     | Joanna Bujak      | FRA  | 13,90         |
| …     |                   |      |               |
| …     | Jennifer Komoll   | GER  | 13,72 Qualif. |
| …     | Daniela Wöckinger | AUT  | 13,79 Qualif. |

Finale: 15. Juli
Wind: +1,2 m/s

#### 400 m Hürden
| Platz | Athletin               | Land | Zeit (s)      |
| ----- | ---------------------- | ---- | ------------- |
| 1     | Sylvanie Morandais     | FRA  | 56,30         |
| 2     | Aleksandra Pielużek    | POL  | 56,51 PB      |
| 3     | Irena Žauna            | LAT  | 57,03 SB      |
| 4     | Marjolein de Jong      | NED  | 57,26 NUR     |
| 5     | Alena Rücklová         | CZE  | 58,28         |
| 6     | Erica Mårtensson       | SWE  | 58,49         |
| 7     | Karolina Tłustochowska | POL  | 58,95         |
| 8     | Marina Shiyan          | RUS  | 59,75         |
| …     |                        |      |               |
| …     | Tina Kron              | GER  | 59,24 Qualif. |

Finale: 14. Juli

#### 3000 m Hindernis
| Platz | Athletin            | Land | Zeit (min)  |
| ----- | ------------------- | ---- | ----------- |
| 1     | Melanie Schulz      | GER  | 10:03,34 CR |
| 2     | Lívia Tóth          | HUN  | 10:04,99 PB |
| 3     | Sigrid Vanden Bempt | BEL  | 10:08,46    |
| 4     | Fanny Pruvost       | FRA  | 10:08,51 PB |
| 5     | Johanna Risku       | FIN  | 10:09,96 PB |
| 6     | Ragnhild Kvarberg   | NOR  | 10:17,79    |
| 7     | Elena Mandrila      | ROM  | 10:21,15    |
| 8     | Ida Nilsson         | SWE  | 10:24,84    |

Finale: 13. Juli

#### 4 × 100 m Staffel
| Platz | Land                   | Athletinnen                                                               | Zeit (s)        |
| ----- | ---------------------- | ------------------------------------------------------------------------- | --------------- |
| 1     | Vereinigtes Königreich | Susan Burnside Helen Roscoe Sabrina Scott Abi Oyepitan                    | 44,31           |
| 2     | Belarus                | Julija Barzewitsch Aksana Drahun Alena Neumjarschyzkaja Yevgeniya Likhuta | 44,64           |
| 3     | Finnland               | Elina Lax Heidi Hannula Johanna Manninen Katja Salivaara                  | 44,76           |
| 4     | Frankreich             | Armelle Tessia-Kuyo Céline Nyanga Carima Louami Céline Thélamon           | 44,80           |
| 5     | Griechenland           | Georgia Kokloni Olga Kaidantzi Athina Kopsia Charoula Bouda               | 45,11           |
| 6     | Deutschland            | Tatjana Koob Sina Schielke Sandra Möller Korinna Fink                     | disqualifiziert |

Finale: 15. Juli

#### 4 × 400 m Staffel
| Platz | Land                   | Athletinnen                                                                  | Zeit (min) |
| ----- | ---------------------- | ---------------------------------------------------------------------------- | ---------- |
| 1     | Vereinigtes Königreich | Karen Gear Jenny Meadows Tracey Duncan Helen Thieme                          | 3:31,74    |
| 2     | Polen                  | Aleksandra Pielużek Aneta Lemiesz Monika Bejnar Justyna Karolkiewicz         | 3:32,38    |
| 3     | Ukraine                | Nataliya Zhuravlyova Natalija Sydorenko Julija Hurtovenko Antonina Jefremowa | 3:34,16    |
| 4     | Russland               | Julija Tabakowa Olga Mikayeva Tatyana Rodionova Mariya Lisnichenko           | 3:35,08    |
| 5     | Frankreich             | Olivia Abderrahmane Audrey Rouyer Elodie Cruchant Sylvanie Morandais         | 3:37,01    |
| 6     | Niederlande            | Judith Vis Marjolein de Jong Lotte Visschers José van der Veen               | 3:37,33    |

Finale: 15. Juli

#### Hochsprung
| Platz | Athletin               | Land | Höhe (m) |
| ----- | ---------------------- | ---- | -------- |
| 1     | Ruth Beitia            | SPA  | 1,87     |
| 2     | Candeğer Kılınçer Oğuz | TUR  | 1,87     |
|       | Marina Kupzowa         | RUS  | 1,87     |
| 4     | Elena Herzenberg       | GER  | 1,87     |
| 5     | Hanna Mikkonen         | FIN  | 1,84     |
| 6     | Katja Schötz           | GER  | 1,84     |
| 7     | Heike Siener           | GER  | 1,81     |
| 8     | Barbora Laláková       | CZE  | 1,81     |
|       | Olga Shvedova          | BLR  | 1,81     |
| …     |                        |      |          |
| 11    | Heike Siener           | GER  | 1,81     |

Finale: 15. Juli

#### Stabhochsprung
| Platz | Athletin              | Land | Höhe (m) |
| ----- | --------------------- | ---- | -------- |
| 1     | Monika Pyrek          | POL  | 4,40 CR  |
| 2     | Annika Becker         | GER  | 4,40 CR  |
| 3     | Carolin Hingst        | GER  | 4,30     |
| 4     | Martina Strutz        | GER  | 4,30     |
| 5     | Fanni Juhász          | HUN  | 4,05     |
| 6     | Michaela Boulová      | CZE  | 4,05 NUR |
| 7     | María del Mar Sánchez | SPA  | 4,05     |
| 8     | Emilie Bécot          | FRA  | 4,05     |

Finale: 14. Juli

#### Weitsprung
| Platz | Athletin            | Land | Weite (m) |
| ----- | ------------------- | ---- | --------- |
| 1     | Jade Johnson        | GBR  | 6,52      |
| 2     | Concepción Montaner | ESP  | 6,46      |
| 3     | Aurélie Félix       | FRA  | 6,41      |
| 4     | Silvia Favre        | ITA  | 6,27      |
| 5     | Irina Yermolayeva   | RUS  | 6,22      |
| 6     | Livia Pruteanu      | ROM  | 6,18      |
| 7     | Styliani Pilatou    | GRE  | 6,06      |
| 8     | Jana Velďáková      | SVK  | 6,02      |

Finale: 13. Juli

#### Dreisprung
| Platz | Athletin          | Land | Weite (m) |
| ----- | ----------------- | ---- | --------- |
| 1     | Irina Vasilyeva   | RUS  | 13,80     |
| 2     | Marija Martinović | YUG  | 13,72     |
| 3     | Amy Zongo         | FRA  | 13,68     |
| 4     | Galina Sharova    | RUS  | 13,60     |
| 5     | Dana Velďáková    | SVK  | 13,50     |
| 6     | Silvia Otto       | GER  | 13,38     |
| 7     | Henny Gastel      | GER  | 13,20     |
| 8     | Mariana Bogăţie   | ROM  | 13,16     |
| …     |                   |      |           |
| 15    | Daniela Wöckinger | AUT  | 12,20     |

Finale: 15. Juli

#### Kugelstoßen
| Platz | Athletin            | Land | Weite (m) |
| ----- | ------------------- | ---- | --------- |
| 1     | Nadseja Astaptschuk | BLR  | 19,73 CR  |
| 2     | Lucica Ciobanu      | ROM  | 17,59 SB  |
| 3     | Kathleen Kluge      | GER  | 17,06 SB  |
| 4     | Irini Terzoglou     | GRE  | 16,87     |
| 5     | Anna Tolokina       | RUS  | 16,32     |
| 6     | Svetlana Shevchenko | UKR  | 16,28     |
| 7     | Katja Krol          | GER  | 16,11     |
| 8     | Oksana Zakharchuk   | UKR  | 16,08     |
| 9     | Alina Schäffel      | GER  | 15,84     |

Finale: 12. Juli

#### Diskuswurf
| Platz | Athletin             | Land | Weite (m) |
| ----- | -------------------- | ---- | --------- |
| 1     | Mélina Robert-Michon | FRA  | 58,52 CR  |
| 2     | Ileana Sorescu       | ROM  | 58,25 PB  |
| 3     | Olga Chernogorova    | BLR  | 57,71 PB  |
| 4     | Lăcrămioara Ionescu  | ROM  | 57,43     |
| 5     | Wioletta Potępa      | POL  | 56,55     |
| 6     | Jana Tucholke        | GER  | 56,19     |
| 7     | Ilona Rutjes         | NED  | 55,15     |
| 8     | Adina Mocanu         | ROM  | 54,42     |
| 9     | Katja Krol           | GER  | 54,36     |
| 10    | Amélie Perrin        | FRA  | 53,23     |
| 11    | Ina Reiber           | GER  | 52,99     |

Finale: 15. Juli

#### Hammerwurf
| Platz | Athletin          | Land | Weite (m) |
| ----- | ----------------- | ---- | --------- |
| 1     | Manuela Montebrun | FRA  | 66,73     |
| 2     | Sini Pöyry        | FIN  | 64,71     |
| 3     | Cecilia Nilsson   | SWE  | 64,06     |
| 4     | Vânia Silva       | POR  | 63,64 PB  |
| 5     | Merja Korpela     | FIN  | 63,51 PB  |
| 6     | Tatyana Gromada   | BLR  | 63,13     |
| 7     | Bianca Achilles   | GER  | 61,07     |
| 8     | Julianna Tudja    | HUN  | 60,52     |

Finale: 13. Juli

#### Speerwurf
| Platz | Athletin             | Land | Weite (m) |
| ----- | -------------------- | ---- | --------- |
| 1     | Nikolett Szabó       | HUN  | 60,69 CR  |
| 2     | Mercedes Chilla      | SPA  | 57,78 SB  |
| 3     | Moonika Aava         | EST  | 56,12     |
| 4     | Monika Kołodziejska  | POL  | 54,44     |
| 5     | Tetjana Ljachowytsch | UKR  | 54,04     |
| 6     | Jarmila Klimešová    | CZE  | 53,73 SB  |
| 7     | Sílvia Cruz          | POR  | 53,58     |
| 8     | Jana Ladewig         | GER  | 52,55     |
| 9     | Christina Obergföll  | GER  | 51,77     |
| …     |                      |      |           |
| 14    | Dana Lehmann         | GER  | 50,64     |

Finale: 12. Juli

#### Siebenkampf
| Platz | Athletin           | Land | Punkte  |
| ----- | ------------------ | ---- | ------- |
| 1     | Līga Kļaviņa       | LAT  | 6279 CR |
| 2     | Svetlana Sokolova  | RUS  | 6179    |
| 3     | Austra Skujytė     | LTU  | 6087    |
| 4     | Katja Keller       | GER  | 5977    |
| 5     | Michaela Hejnová   | CZE  | 5958    |
| 6     | Kristina Porsche   | GER  | 5819    |
| 7     | Salla Emilia Kappi | FIN  | 5776    |
| 8     | Julie Mezerette    | FRA  | 5773    |
| …     |                    |      |         |
| 12    | Annika Meyer       | GER  | 5585    |
| 15    | Simone Oberer      | SUI  | 5452    |

14./15. Juli

### Männer

#### 100 m
| Platz | Athlet           | Land | Zeit (s)      |
| ----- | ---------------- | ---- | ------------- |
| 1     | John Barbour     | GBR  | 10,26         |
| 2     | Fabrice Calligny | FRA  | 10,40         |
| 3     | Matic Osovnikar  | SLO  | 10,47         |
| 4     | Simone Collio    | ITA  | 10,48         |
| 5     | Ricardo Alves    | POR  | 10,53         |
| 6     | Cecilio Maestra  | SPA  | 10,54         |
| 7     | Yannick Urbino   | FRA  | 10,71         |
| …     |                  |      |               |
| …     | Oliver König     | GER  | 10,64 Qualif. |
| …     | Rasgawa Pinnock  | GER  | 10,77 Qualif. |

Finale: 13. Juli
Wind: +2,2 m/s

#### 200 m
| Platz | Athlet               | Land | Zeit (s)      |
| ----- | -------------------- | ---- | ------------- |
| 1     | Marcin Jędrusiński   | POL  | 20,94         |
| 2     | Łukasz Chyła         | POL  | 20,99         |
| 3     | Mark Howard          | IRL  | 21,00         |
| 4     | Johan Engberg        | SWE  | 21,06         |
| 5     | Steffen Otto         | GER  | 21,10         |
| 6     | John Barbour         | GBR  | 21,10         |
| 7     | Tobias Unger         | GER  | 21,20         |
| 8     | Alessandro Cavallaro | ITA  | 21,64         |
| …     |                      |      |               |
| …     | Marc Schneeberger    | SUI  | 21,46 Qualif. |
| …     | Tobias Pfennig       | GER  | 21,51 Qualif. |

Finale: 14. Juli
Wind: +0,1 m/s

#### 400 m
| Platz | Athlet             | Land | Zeit (s)      |
| ----- | ------------------ | ---- | ------------- |
| 1     | Juri Borsakowski   | RUS  | 46,06         |
| 2     | Marc Scheer        | GER  | 46,43         |
| 3     | Rafał Wieruszewski | POL  | 46,57         |
| 4     | Filip Walotka      | POL  | 46,58 PB      |
| 5     | Oleg Mischukow     | RUS  | 46,60         |
| 6     | David Naismith     | GBR  | 46,84         |
| 7     | Tomas Coman        | IRL  | 47,24         |
| 8     | Andrea Barberi     | ITA  | 47,46         |
| …     |                    |      |               |
| …     | Simon Kirch        | GER  | 47,00 Qualif. |
| …     | Ruwen Faller       | GER  | 47,28 Qualif. |

Finale: 13. Juli

#### 800 m
| Platz | Athlet               | Land | Zeit (min)      |
| ----- | -------------------- | ---- | --------------- |
| 1     | Antonio Manuel Reina | ESP  | 1:47,74 SB      |
| 2     | Joeri Jansen         | BEL  | 1:47,80         |
| 3     | Nicolas Aissat       | FRA  | 1:47,81 PB      |
| 4     | Simon Lees           | GBR  | 1:47,82         |
| 5     | Bram Som             | NED  | 1:47,84         |
| 6     | Christian Köhler     | GER  | 1:48,91         |
| 7     | Fernando Almeida     | POR  | 1:50,14         |
| 8     | Romain De Bock       | FRA  | 1:53,54         |
| …     |                      |      |                 |
| …     | Sebastian Resch      | AUT  | 1:51,74 Qualif. |

Finale: 15. Juli

#### 1500 m
| Platz | Athlet           | Land | Zeit (min) |
| ----- | ---------------- | ---- | ---------- |
| 1     | Wolfram Müller   | GER  | 3:38,94 CR |
| 2     | Iwan Heschko     | UKR  | 3:39,37    |
| 3     | Sergio Gallardo  | SPA  | 3:39,50 PB |
| 4     | Christian Obrist | ITA  | 3:39,58 SB |
| 5     | Angus McLean     | GBR  | 3:41,36    |
| 6     | Javier Alves     | SPA  | 3:41,67 PB |
| 7     | Franek Haschke   | GER  | 3:41,93 PB |
| 8     | Sébastien Cosson | FRA  | 3:42,23    |

Finale: 14. Juli

#### 5000 m
| Platz | Athlet               | Land | Zeit (min) |
| ----- | -------------------- | ---- | ---------- |
| 1     | Yousef El Nasri      | SPA  | 14:02,97   |
| 2     | Dmitry Baranovskiy   | UKR  | 14:03,67   |
| 3     | Balázs Csillag       | HUN  | 14:04,84   |
| 4     | Miguel Ángel Pinto   | SPA  | 14:05,86   |
| 5     | Christopher Thompson | GBR  | 14:06,00   |
| 6     | Sam Haughian         | GBR  | 14:06,03   |
| 7     | Mattia Maccagnan     | ITA  | 14:07,58   |
| 8     | Álvaro Jiménez       | SPA  | 14:11,02   |
| …     |                      |      |            |
| 12    | Michael May          | GER  | 14:23,68   |

15. Juli

#### 10.000 m
| Platz | Athlet              | Land | Zeit (min)  |
| ----- | ------------------- | ---- | ----------- |
| 1     | Dmitry Baranovskiy  | UKR  | 29:13,36 PB |
| 2     | Koen Raymaekers     | NED  | 29:15,24    |
| 3     | Mattia Maccagnan    | ITA  | 29:15,32    |
| 4     | Antonios Papantonis | GRE  | 29:18,60 PB |
| 5     | Jakub Burghardt     | POL  | 29:20,44 PB |
| 6     | Alexander Lubina    | GER  | 29:21,61    |
| 7     | Ruben Diz           | SPA  | 29:24,20 PB |
| 8     | Mustafa Mohamed     | SWE  | 29:25,98    |
| …     |                     |      |             |
| 11    | Volker Fritzsch     | GER  | 30:14,16    |

12. Juli

#### 20 km Gehen
| Platz | Athlet               | Land | Zeit (h) |
| ----- | -------------------- | ---- | -------- |
| 1     | Juan Manuel Molina   | SPA  | 1:23:03  |
| 2     | Stepan Yudin         | RUS  | 1:23:10  |
| 3     | José David Domínguez | SPA  | 1:23:16  |
| 4     | Alfio Corsaro        | ITA  | 1:23:24  |
| 5     | Denis Nischegorodow  | RUS  | 1:23:32  |
| 6     | Ivan Azarenok        | BLR  | 1:23:44  |
| 7     | Miloš Bátovský       | SVK  | 1:24:02  |
| 8     | Radovan Eľko         | SVK  | 1:24:17  |
| …     |                      |      |          |
| 14    | Jan Albrecht         | GER  | 1:27:54  |
| DQ    | Frank Werner         | GER  |          |

15. Juli

#### 110 m Hürden
| Platz | Athlet          | Land | Zeit (s)      |
| ----- | --------------- | ---- | ------------- |
| 1     | Artur Budziłło  | POL  | 13,76         |
| 2     | Felipe Vivancos | SPA  | 13,79 PB      |
| 3     | Chris Baillie   | GBR  | 13,85 SB      |
| 4     | Rafał Lis       | POL  | 13,93 SB      |
| 5     | Nenad Lončar    | YUG  | 13,94         |
| 6     | Cédric Lavanne  | FRA  | 13,96         |
| 7     | Nikolay Koykov  | BUL  | 14,08         |
| 8     | Marko Ritola    | FIN  | 14,14         |
| …     |                 |      |               |
| …     | Thomas Blaschek | GER  | 14,17 Qualif. |
| …     | Justin Dyett    | GER  | 14,27 Qualif. |

Finale: 15. Juli
 Wind: +0,4 m/s

#### 400 m Hürden
| Platz | Athlet              | Land | Zeit (s) |
| ----- | ------------------- | ---- | -------- |
| 1     | Matthew Elias       | GBR  | 49,57 PB |
| 2     | Periklis Iakovakis  | GRE  | 49,63    |
| 3     | Mikael Jakobsson    | SWE  | 50,86    |
| 4     | Salah-Eddine Ghaidi | FRA  | 51,13    |
| 5     | Jan Reinberg        | GER  | 51,14    |
| 6     | Gianni Carabelli    | ITA  | 51,38    |
| 7     | Yevgeniy Mikheiko   | BLR  | 52,01    |
| 8     | José María Romera   | SPA  | 1:06,00  |

Finale: 14. Juli

#### 3000 m Hindernis
| Platz | Athlet            | Land | Zeit (min)      |
| ----- | ----------------- | ---- | --------------- |
| 1     | Pavel Potapovich  | RUS  | 8:35,85 PB      |
| 2     | Wadym Slobodenjuk | UKR  | 8:37,09         |
| 3     | Henrik Skoog      | SWE  | 8:38,27         |
| 4     | Tuomo Lehtinen    | FIN  | 8:38,91         |
| 5     | Martin Pröll      | AUT  | 8:39,85         |
| 6     | Máté Németh       | HUN  | 8:41,42 PB      |
| 7     | Boštjan Buč       | SLO  | 8:41,82 PB      |
| 8     | Enric Segura      | SPA  | 8:45,07         |
| …     |                   |      |                 |
| 11    | Filmon Ghirmai    | GER  | 8:49,49         |
| …     | Stephan Hohl      | GER  | 9:01,65 Qualif. |

Finale: 14. Juli

#### 4 × 100 m Staffel
| Platz | Land                   | Athleten                                                                    | Zeit (s)        |
| ----- | ---------------------- | --------------------------------------------------------------------------- | --------------- |
| 1     | Vereinigtes Königreich | Jonathan Oparka John Barbour Darren Chin Ben Lewis                          | 39,45           |
| 2     | Slowenien              | Matic Šušteršič Matic Osovnikar Boštjan Fridrih Rok Orel                    | 39,95           |
| 3     | Frankreich             | Yannick Urbino Fabrice Calligny Damien Degroote Leslie Djhone               | 40,02           |
| 4     | Spanien                | Cecilio Maestra Julián Martínez Ángel David Rodríguez Salvador Rodríguez    | 40,22           |
|       | Polen                  | Tomasz Kondratowicz Łukasz Chyła Marcin Placheta Przemysław Rogowski        | disqualifiziert |
|       | Deutschland            | Tobias Pfennig Steffen Otto Tobias Unger Oliver König                       | disqualifiziert |
|       | Schweiz                | Guido Helfenstein Marc Schneeberger Marc Niederhäuser Markus Lüthi          | DNF             |
|       | Italien                | Massimiliano Dentali Simone Collio Massimiliano Donati Alessandro Cavallaro | DNF             |

Finale: 15. Juli

#### 4 × 400 m Staffel
| Platz | Land                   | Athleten                                                                 | Zeit (min) |
| ----- | ---------------------- | ------------------------------------------------------------------------ | ---------- |
| 1     | Vereinigtes Königreich | David Naismith Adam Potter James Chatt Matt Elias                        | 3:05,24    |
| 2     | Deutschland            | Simon Kirch Stefan Holz Ruwen Faller Marc Scheer                         | 3:05,39    |
| 3     | Russland               | Oleg Mischukow Maksim Babarykin Dmitri Bogdanow Jewgeni Lebedew          | 3:06,41    |
| 4     | Spanien                | Salvador Rodríguez Artzai Morante Jose Maria Romera Antonio Manuel Reina | 3:06,96    |
| 5     | Italien                | Luca Galletti Pierpaolo Sanna Gianni Carabelli Andrea Barberi            | 3:08,01    |
| 6     | Griechenland           | Stylianos Kopanou Georgios Doupis Aristotelis Gavelas Periklis Iakovakis | 3:08,30    |
| 7     | Tschechien             | Jan Jelinek Michal Uhlik Martin Kostal Jiri Vojtik                       | 3:08,39    |
| 8     | Frankreich             | Fabrice Zircon Stephane Pitard Loic Clement Salah Eddine Ghaidi          | 3:14,24    |

Finale: 15. Juli

#### Hochsprung
| Platz | Athlet             | Land | Höhe (m) |
| ----- | ------------------ | ---- | -------- |
| 1     | Rožle Prezelj      | SLO  | 2,21     |
| 2     | Aleksandr Veryutin | BLR  | 2,18     |
| 3     | Fabrice Saint-Jean | FRA  | 2,18     |
| 4     | Paweł Gulcz        | POL  | 2,18     |
| 5     | Grégory Gabella    | FRA  | 2,15     |
| 6     | Nikolaos Giosis    | GRE  | 2,12     |
|       | Marko Aleksejev    | EST  | 2,12     |
|       | Ștefan Vasilache   | ROM  | 2,12     |
|       | Robert Mitchell    | GBR  | 2,12     |

Finale: 14. Juli

#### Stabhochsprung
| Platz | Athlet              | Land | Weite (m)      |
| ----- | ------------------- | ---- | -------------- |
| 1     | Lars Börgeling      | GER  | 5,60           |
| 2     | Mikko Latvala       | FIN  | 5,50           |
| 3     | Giuseppe Gibilisco  | ITA  | 5,50           |
| 4     | Pierre-Charles Peuf | FRA  | 5,50           |
| 5     | Javier Gazol        | SPA  | 5,30           |
| 6     | Alhaji Jeng         | SWE  | 5,30           |
| 7     | Adam Ptáček         | CZE  | 5,30           |
| …     |                     |      |                |
| 13    | Marvin Osei-Tutu    | GER  | 5,15 (Quali A) |
| 13    | Tobias Ulrich       | GER  | 5,15 (Quali B) |

Finale: 15. Juli

#### Weitsprung
| Platz | Athlet                | Land | Weite (m)      |
| ----- | --------------------- | ---- | -------------- |
| 1     | Yann Domenech         | FRA  | 8,00           |
| 2     | Wolodymyr Sjuskow     | UKR  | 7,90           |
| 3     | Schahriar Bigdeli     | GER  | 7,81           |
| 4     | Leslie Djhone         | FRA  | 7,80           |
| 5     | Tommi Evilä           | FIN  | 7,77           |
| 6     | Christopher Tomlinson | GBR  | 7,70           |
| 7     | Stavros Nousios       | GRE  | 7,68           |
| 8     | Luka Aračić           | CRO  | 7,67           |
| …     |                       |      |                |
| 14    | Steffen Landgraf      | GER  | 7,43 (Quali A) |
| 15    | Andreas Pohle         | GER  | 7,36 (Quali B) |
| 16    | Isagani Peychär       | AUT  | 7,26 (Quali A) |

Finale: 15. Juli

#### Dreisprung
| Platz | Athlet                 | Land | Weite (m)       |
| ----- | ---------------------- | ---- | --------------- |
| 1     | Christian Olsson       | SWE  | 17,24 CR        |
| 2     | Igor Spassowchodski    | RUS  | 17,08 PB        |
| 3     | Ionuț Pungă            | ROM  | 16,81           |
| 4     | Konstadinos Zalagitis  | GRE  | 16,80           |
| 5     | Dsmitryj Waljukewitsch | BLR  | 16,57 PB        |
| 6     | Sergey Bochkov         | AZE  | 16,50           |
| 7     | Steven Shalders        | GBR  | 16,28 PB        |
| 8     | Ivaylo Rusenov         | BUL  | 16,12           |
| …     |                        |      |                 |
| 15    | Andreas Pohle          | GER  | 15,68 (Quali A) |
| 18    | Rudolf Helping         | GER  | 15,55 (Quali B) |

Finale: 13. Juli

#### Kugelstoßen
| Platz | Athlet          | Land | Weite (m) |
| ----- | --------------- | ---- | --------- |
| 1     | Mikuláš Konopka | SVK  | 19,79 CR  |
| 2     | Jury Bjalou     | BLR  | 19,38 PB  |
| 3     | Leszek Śliwa    | POL  | 19,08     |
| 4     | Jimmy Nordin    | SWE  | 19,04     |
| 5     | Iwan Juschkow   | RUS  | 18,96 SB  |
| 6     | Łukasz Wenta    | POL  | 18,84     |
| 7     | Sergiu Ursu     | ROM  | 18,59     |
|       | Pawel Lyschyn   | BLR  | 18,59     |
| 9     | Peter Sack      | GER  | 18,26     |

Finale: 15. Juli

#### Diskuswurf
| Platz | Athlet               | Land | Weite (m) |
| ----- | -------------------- | ---- | --------- |
| 1     | Zoltán Kővágó        | HUN  | 63,85 CR  |
| 2     | Heinrich Seitz       | GER  | 59,50 PB  |
| 3     | Gábor Máté           | HUN  | 59,45     |
| 4     | Ilya Kostin          | RUS  | 59,04     |
| 5     | Gerd Kanter          | EST  | 57,73     |
| 6     | Mikko Kyyrö          | FIN  | 57,67     |
| 7     | Emeka Udechuku       | GBR  | 57,25     |
| 8     | Petri Hakala         | FIN  | 56,73     |
| 9     | Janne Hummastenniemi | FIN  | 55,21     |
| 10    | Gerhard Mayer        | AUT  | 53,30     |

Finale: 14. Juli

#### Hammerwurf
| Platz | Athlet                 | Land | Weite (m) |
| ----- | ---------------------- | ---- | --------- |
| 1     | Nicolas Figère         | FRA  | 80,88 EUR |
| 2     | Olli-Pekka Karjalainen | FIN  | 80,54     |
| 3     | Miloslav Konopka       | SVK  | 76,28     |
| 4     | Wojciech Kondratowicz  | POL  | 75,29     |
| 5     | Dsmitryj Schako        | BLR  | 74,57     |
| 6     | Yuriy Voronkin         | RUS  | 72,49     |
| 7     | Markus Esser           | GER  | 72,36     |
| 8     | Moisés Campeny         | SPA  | 71,19     |
| …     |                        |      |           |
| 14    | Benjamin Boruschewski  | GER  | 68,18     |

Finale: 15. Juli

#### Speerwurf
| Platz | Athlet                | Land | Weite (m) |
| ----- | --------------------- | ---- | --------- |
| 1     | Björn Lange           | GER  | 80,85     |
| 2     | Aleksandr Baranovskiy | RUS  | 76,74     |
| 3     | Janis Liepa           | LAT  | 74,26     |
| 4     | Ainārs Kovals         | LAT  | 73,22     |
| 5     | Marcel Plautz         | GER  | 73,11     |
| 6     | Pauli Piiparinen      | FIN  | 72,19     |
| 7     | Stefan Wenk           | GER  | 71,91     |
| 8     | Tomas Intas           | LTU  | 71,29     |
| …     |                       |      |           |
| 11    | Stefan Müller         | SUI  | 68,95     |

Finale: 20. Juli

#### Zehnkampf
| Platz | Athlet               | Land | Punkte |
| ----- | -------------------- | ---- | ------ |
| 1     | André Niklaus        | GER  | 8042   |
| 2     | Jaakko Ojaniemi      | FIN  | 7907   |
| 3     | William Frullani     | ITA  | 7871   |
| 4     | Romain Barras        | FRA  | 7821   |
| 5     | Thomas Pöge          | GER  | 7699   |
| 6     | David Gómez          | ESP  | 7649   |
| 7     | Sébastien Maillard   | FRA  | 7562   |
| 8     | Eugene Martineau     | NED  | 7507   |
| 9     | Virgil Spier         | NED  | 7469   |
| 10    | Andre Röttger        | GER  | 7401   |
| 11    | Markus Walser        | AUT  | 7322   |
| 12    | Roland Schwarzl      | AUT  | 7287   |
| …     |                      |      |        |
|       | Michael Schnallinger | AUT  | DNF    |

12./13. Juli

## Medaillenspiegel
| Medaillenspiegel(Endstand nach 44 Entscheidungen) \| Platz \| Land \| Gold \| Silber \| Bronze \| Gesamt \| \| ----- \| ---------------------- \| ---- \| ------ \| ------ \| ------ \| \| 1 \| Vereinigtes Königreich \| 7 \| 2 \| 2 \| 11 \| \| 2 \| Deutschland \| 6 \| 5 \| 5 \| 16 \| \| 3 \| Frankreich \| 5 \| 1 \| 5 \| 11 \| \| 4 \| Russland \| 4 \| 6 \| 4 \| 14 \| \| 5 \| Spanien \| 4 \| 4 \| 2 \| 10 \| \| 6 \| Polen \| 4 \| 3 \| 3 \| 10 \| \| 7 \| Ungarn \| 3 \| 1 \| 2 \| 6 \| \| 8 \| Belarus \| 2 \| 4 \| 1 \| 7 \| \| 8 \| Ukraine \| 2 \| 4 \| 1 \| 7 \| \| 10 \| Schweden \| 2 \| 1 \| 3 \| 6 \| \| 11 \| Finnland \| 1 \| 4 \| 2 \| 7 \| \| 12 \| Slowenien \| 1 \| 1 \| 1 \| 3 \| \| 13 \| Italien \| 1 \| 0 \| 3 \| 4 \| \| 14 \| Lettland \| 1 \| 0 \| 2 \| 3 \| \| 15 \| Slowakei \| 1 \| 0 \| 1 \| 2 \| \| 16 \| Rumänien \| 0 \| 3 \| 1 \| 4 \| \| 17 \| BR Jugoslawien \| 0 \| 2 \| 0 \| 2 \| \| 18 \| Belgien \| 0 \| 1 \| 1 \| 2 \| \| 19 \| Griechenland \| 0 \| 1 \| 0 \| 1 \| \| 19 \| Niederlande \| 0 \| 1 \| 0 \| 1 \| \| 19 \| Türkei \| 0 \| 1 \| 0 \| 1 \| \| 22 \| Irland \| 0 \| 0 \| 2 \| 2 \| \| 23 \| Estland \| 0 \| 0 \| 1 \| 1 \| \| 23 \| Litauen \| 0 \| 0 \| 1 \| 1 \| \| 24 \| Total \| 44 \| 45 \| 43 \| 132 \| | Medaillenspiegel(Endstand nach 44 Entscheidungen) \| Platz \| Land \| Gold \| Silber \| Bronze \| Gesamt \| \| ----- \| ---------------------- \| ---- \| ------ \| ------ \| ------ \| \| 1 \| Vereinigtes Königreich \| 7 \| 2 \| 2 \| 11 \| \| 2 \| Deutschland \| 6 \| 5 \| 5 \| 16 \| \| 3 \| Frankreich \| 5 \| 1 \| 5 \| 11 \| \| 4 \| Russland \| 4 \| 6 \| 4 \| 14 \| \| 5 \| Spanien \| 4 \| 4 \| 2 \| 10 \| \| 6 \| Polen \| 4 \| 3 \| 3 \| 10 \| \| 7 \| Ungarn \| 3 \| 1 \| 2 \| 6 \| \| 8 \| Belarus \| 2 \| 4 \| 1 \| 7 \| \| 8 \| Ukraine \| 2 \| 4 \| 1 \| 7 \| \| 10 \| Schweden \| 2 \| 1 \| 3 \| 6 \| \| 11 \| Finnland \| 1 \| 4 \| 2 \| 7 \| \| 12 \| Slowenien \| 1 \| 1 \| 1 \| 3 \| \| 13 \| Italien \| 1 \| 0 \| 3 \| 4 \| \| 14 \| Lettland \| 1 \| 0 \| 2 \| 3 \| \| 15 \| Slowakei \| 1 \| 0 \| 1 \| 2 \| \| 16 \| Rumänien \| 0 \| 3 \| 1 \| 4 \| \| 17 \| BR Jugoslawien \| 0 \| 2 \| 0 \| 2 \| \| 18 \| Belgien \| 0 \| 1 \| 1 \| 2 \| \| 19 \| Griechenland \| 0 \| 1 \| 0 \| 1 \| \| 19 \| Niederlande \| 0 \| 1 \| 0 \| 1 \| \| 19 \| Türkei \| 0 \| 1 \| 0 \| 1 \| \| 22 \| Irland \| 0 \| 0 \| 2 \| 2 \| \| 23 \| Estland \| 0 \| 0 \| 1 \| 1 \| \| 23 \| Litauen \| 0 \| 0 \| 1 \| 1 \| \| 24 \| Total \| 44 \| 45 \| 43 \| 132 \| | Medaillenspiegel(Endstand nach 44 Entscheidungen) \| Platz \| Land \| Gold \| Silber \| Bronze \| Gesamt \| \| ----- \| ---------------------- \| ---- \| ------ \| ------ \| ------ \| \| 1 \| Vereinigtes Königreich \| 7 \| 2 \| 2 \| 11 \| \| 2 \| Deutschland \| 6 \| 5 \| 5 \| 16 \| \| 3 \| Frankreich \| 5 \| 1 \| 5 \| 11 \| \| 4 \| Russland \| 4 \| 6 \| 4 \| 14 \| \| 5 \| Spanien \| 4 \| 4 \| 2 \| 10 \| \| 6 \| Polen \| 4 \| 3 \| 3 \| 10 \| \| 7 \| Ungarn \| 3 \| 1 \| 2 \| 6 \| \| 8 \| Belarus \| 2 \| 4 \| 1 \| 7 \| \| 8 \| Ukraine \| 2 \| 4 \| 1 \| 7 \| \| 10 \| Schweden \| 2 \| 1 \| 3 \| 6 \| \| 11 \| Finnland \| 1 \| 4 \| 2 \| 7 \| \| 12 \| Slowenien \| 1 \| 1 \| 1 \| 3 \| \| 13 \| Italien \| 1 \| 0 \| 3 \| 4 \| \| 14 \| Lettland \| 1 \| 0 \| 2 \| 3 \| \| 15 \| Slowakei \| 1 \| 0 \| 1 \| 2 \| \| 16 \| Rumänien \| 0 \| 3 \| 1 \| 4 \| \| 17 \| BR Jugoslawien \| 0 \| 2 \| 0 \| 2 \| \| 18 \| Belgien \| 0 \| 1 \| 1 \| 2 \| \| 19 \| Griechenland \| 0 \| 1 \| 0 \| 1 \| \| 19 \| Niederlande \| 0 \| 1 \| 0 \| 1 \| \| 19 \| Türkei \| 0 \| 1 \| 0 \| 1 \| \| 22 \| Irland \| 0 \| 0 \| 2 \| 2 \| \| 23 \| Estland \| 0 \| 0 \| 1 \| 1 \| \| 23 \| Litauen \| 0 \| 0 \| 1 \| 1 \| \| 24 \| Total \| 44 \| 45 \| 43 \| 132 \| | Medaillenspiegel(Endstand nach 44 Entscheidungen) \| Platz \| Land \| Gold \| Silber \| Bronze \| Gesamt \| \| ----- \| ---------------------- \| ---- \| ------ \| ------ \| ------ \| \| 1 \| Vereinigtes Königreich \| 7 \| 2 \| 2 \| 11 \| \| 2 \| Deutschland \| 6 \| 5 \| 5 \| 16 \| \| 3 \| Frankreich \| 5 \| 1 \| 5 \| 11 \| \| 4 \| Russland \| 4 \| 6 \| 4 \| 14 \| \| 5 \| Spanien \| 4 \| 4 \| 2 \| 10 \| \| 6 \| Polen \| 4 \| 3 \| 3 \| 10 \| \| 7 \| Ungarn \| 3 \| 1 \| 2 \| 6 \| \| 8 \| Belarus \| 2 \| 4 \| 1 \| 7 \| \| 8 \| Ukraine \| 2 \| 4 \| 1 \| 7 \| \| 10 \| Schweden \| 2 \| 1 \| 3 \| 6 \| \| 11 \| Finnland \| 1 \| 4 \| 2 \| 7 \| \| 12 \| Slowenien \| 1 \| 1 \| 1 \| 3 \| \| 13 \| Italien \| 1 \| 0 \| 3 \| 4 \| \| 14 \| Lettland \| 1 \| 0 \| 2 \| 3 \| \| 15 \| Slowakei \| 1 \| 0 \| 1 \| 2 \| \| 16 \| Rumänien \| 0 \| 3 \| 1 \| 4 \| \| 17 \| BR Jugoslawien \| 0 \| 2 \| 0 \| 2 \| \| 18 \| Belgien \| 0 \| 1 \| 1 \| 2 \| \| 19 \| Griechenland \| 0 \| 1 \| 0 \| 1 \| \| 19 \| Niederlande \| 0 \| 1 \| 0 \| 1 \| \| 19 \| Türkei \| 0 \| 1 \| 0 \| 1 \| \| 22 \| Irland \| 0 \| 0 \| 2 \| 2 \| \| 23 \| Estland \| 0 \| 0 \| 1 \| 1 \| \| 23 \| Litauen \| 0 \| 0 \| 1 \| 1 \| \| 24 \| Total \| 44 \| 45 \| 43 \| 132 \| | Medaillenspiegel(Endstand nach 44 Entscheidungen) \| Platz \| Land \| Gold \| Silber \| Bronze \| Gesamt \| \| ----- \| ---------------------- \| ---- \| ------ \| ------ \| ------ \| \| 1 \| Vereinigtes Königreich \| 7 \| 2 \| 2 \| 11 \| \| 2 \| Deutschland \| 6 \| 5 \| 5 \| 16 \| \| 3 \| Frankreich \| 5 \| 1 \| 5 \| 11 \| \| 4 \| Russland \| 4 \| 6 \| 4 \| 14 \| \| 5 \| Spanien \| 4 \| 4 \| 2 \| 10 \| \| 6 \| Polen \| 4 \| 3 \| 3 \| 10 \| \| 7 \| Ungarn \| 3 \| 1 \| 2 \| 6 \| \| 8 \| Belarus \| 2 \| 4 \| 1 \| 7 \| \| 8 \| Ukraine \| 2 \| 4 \| 1 \| 7 \| \| 10 \| Schweden \| 2 \| 1 \| 3 \| 6 \| \| 11 \| Finnland \| 1 \| 4 \| 2 \| 7 \| \| 12 \| Slowenien \| 1 \| 1 \| 1 \| 3 \| \| 13 \| Italien \| 1 \| 0 \| 3 \| 4 \| \| 14 \| Lettland \| 1 \| 0 \| 2 \| 3 \| \| 15 \| Slowakei \| 1 \| 0 \| 1 \| 2 \| \| 16 \| Rumänien \| 0 \| 3 \| 1 \| 4 \| \| 17 \| BR Jugoslawien \| 0 \| 2 \| 0 \| 2 \| \| 18 \| Belgien \| 0 \| 1 \| 1 \| 2 \| \| 19 \| Griechenland \| 0 \| 1 \| 0 \| 1 \| \| 19 \| Niederlande \| 0 \| 1 \| 0 \| 1 \| \| 19 \| Türkei \| 0 \| 1 \| 0 \| 1 \| \| 22 \| Irland \| 0 \| 0 \| 2 \| 2 \| \| 23 \| Estland \| 0 \| 0 \| 1 \| 1 \| \| 23 \| Litauen \| 0 \| 0 \| 1 \| 1 \| \| 24 \| Total \| 44 \| 45 \| 43 \| 132 \| | Medaillenspiegel(Endstand nach 44 Entscheidungen) \| Platz \| Land \| Gold \| Silber \| Bronze \| Gesamt \| \| ----- \| ---------------------- \| ---- \| ------ \| ------ \| ------ \| \| 1 \| Vereinigtes Königreich \| 7 \| 2 \| 2 \| 11 \| \| 2 \| Deutschland \| 6 \| 5 \| 5 \| 16 \| \| 3 \| Frankreich \| 5 \| 1 \| 5 \| 11 \| \| 4 \| Russland \| 4 \| 6 \| 4 \| 14 \| \| 5 \| Spanien \| 4 \| 4 \| 2 \| 10 \| \| 6 \| Polen \| 4 \| 3 \| 3 \| 10 \| \| 7 \| Ungarn \| 3 \| 1 \| 2 \| 6 \| \| 8 \| Belarus \| 2 \| 4 \| 1 \| 7 \| \| 8 \| Ukraine \| 2 \| 4 \| 1 \| 7 \| \| 10 \| Schweden \| 2 \| 1 \| 3 \| 6 \| \| 11 \| Finnland \| 1 \| 4 \| 2 \| 7 \| \| 12 \| Slowenien \| 1 \| 1 \| 1 \| 3 \| \| 13 \| Italien \| 1 \| 0 \| 3 \| 4 \| \| 14 \| Lettland \| 1 \| 0 \| 2 \| 3 \| \| 15 \| Slowakei \| 1 \| 0 \| 1 \| 2 \| \| 16 \| Rumänien \| 0 \| 3 \| 1 \| 4 \| \| 17 \| BR Jugoslawien \| 0 \| 2 \| 0 \| 2 \| \| 18 \| Belgien \| 0 \| 1 \| 1 \| 2 \| \| 19 \| Griechenland \| 0 \| 1 \| 0 \| 1 \| \| 19 \| Niederlande \| 0 \| 1 \| 0 \| 1 \| \| 19 \| Türkei \| 0 \| 1 \| 0 \| 1 \| \| 22 \| Irland \| 0 \| 0 \| 2 \| 2 \| \| 23 \| Estland \| 0 \| 0 \| 1 \| 1 \| \| 23 \| Litauen \| 0 \| 0 \| 1 \| 1 \| \| 24 \| Total \| 44 \| 45 \| 43 \| 132 \| |
| Platz | Land | Gold | Silber | Bronze | Gesamt |
| --- | --- | --- | --- | --- | --- |
| 1 | Vereinigtes Königreich | 7 | 2 | 2 | 11 |
| 2 | Deutschland | 6 | 5 | 5 | 16 |
| 3 | Frankreich | 5 | 1 | 5 | 11 |
| 4 | Russland | 4 | 6 | 4 | 14 |
| 5 | Spanien | 4 | 4 | 2 | 10 |
| 6 | Polen | 4 | 3 | 3 | 10 |
| 7 | Ungarn | 3 | 1 | 2 | 6 |
| 8 | Belarus | 2 | 4 | 1 | 7 |
| 8 | Ukraine | 2 | 4 | 1 | 7 |
| 10 | Schweden | 2 | 1 | 3 | 6 |
| 11 | Finnland | 1 | 4 | 2 | 7 |
| 12 | Slowenien | 1 | 1 | 1 | 3 |
| 13 | Italien | 1 | 0 | 3 | 4 |
| 14 | Lettland | 1 | 0 | 2 | 3 |
| 15 | Slowakei | 1 | 0 | 1 | 2 |
| 16 | Rumänien | 0 | 3 | 1 | 4 |
| 17 | BR Jugoslawien | 0 | 2 | 0 | 2 |
| 18 | Belgien | 0 | 1 | 1 | 2 |
| 19 | Griechenland | 0 | 1 | 0 | 1 |
| 19 | Niederlande | 0 | 1 | 0 | 1 |
| 19 | Türkei | 0 | 1 | 0 | 1 |
| 22 | Irland | 0 | 0 | 2 | 2 |
| 23 | Estland | 0 | 0 | 1 | 1 |
| 23 | Litauen | 0 | 0 | 1 | 1 |
| 24 | Total | 44 | 45 | 43 | 132 |